# Ala I Augusta Gallorum

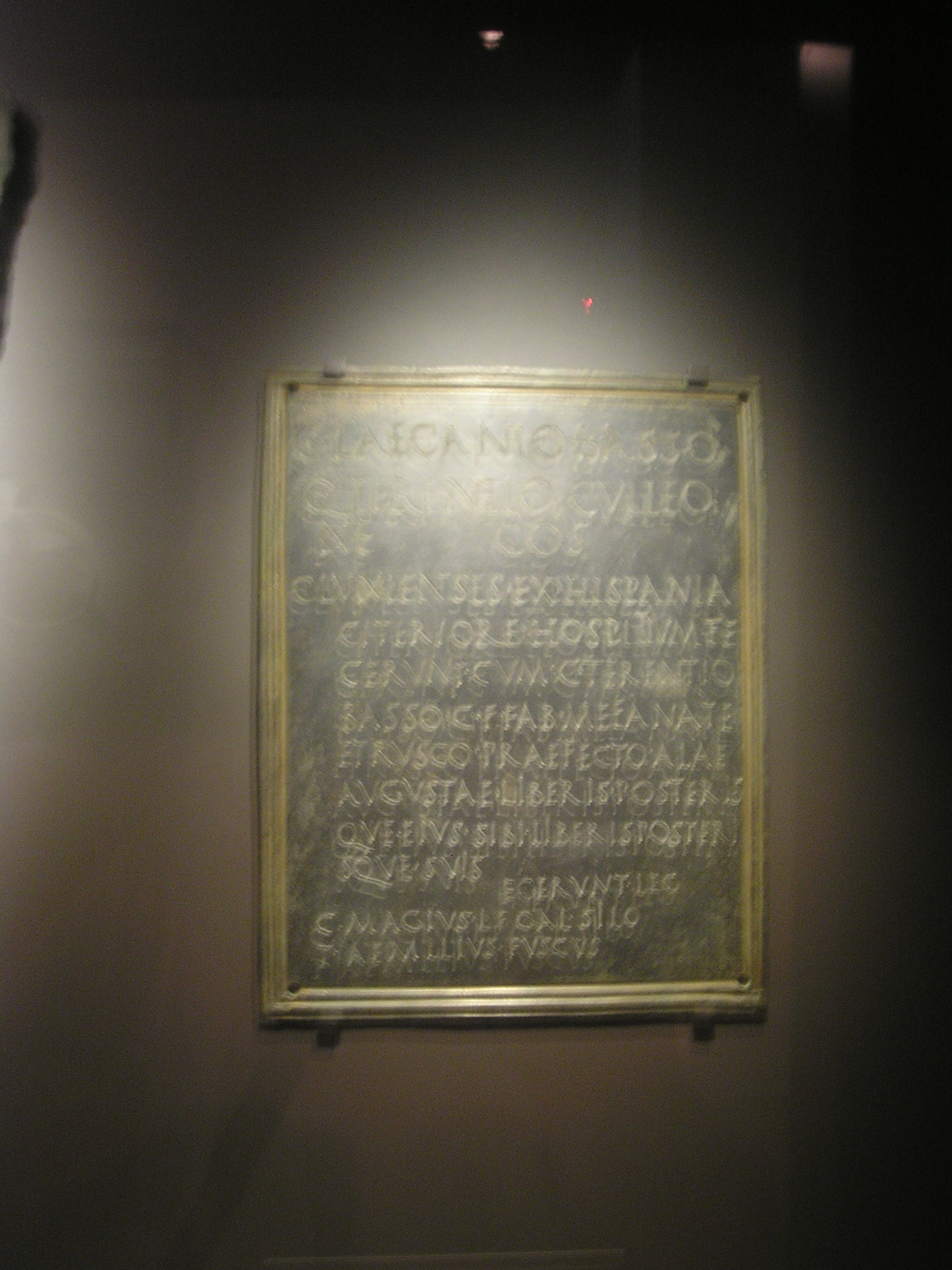
Die Inschrift des Gaius Terentius Bassus Mefanas Etruscus

Die Ala I Augusta Gallorum [civium Romanorum] (deutsch 1. Ala die Augusteische der Gallier [der römischen Bürger]) war eine römische Auxiliareinheit. Sie ist durch Militärdiplome und Inschriften belegt. In den Militärdiplomen von 88 bis 114/117 und den Inschriften wird sie als Ala Augusta bzw. Ala I Augusta bezeichnet.

## Namensbestandteile
- Augusta: die Augusteische. Die Ehrenbezeichnung bezieht sich auf Augustus.

- Gallorum: der Gallier. Die Soldaten der Ala wurden bei Aufstellung der Einheit aus den verschiedenen Stämmen der Gallier rekrutiert.

- civium Romanorum: der römischen Bürger. Den Soldaten der Einheit war das römische Bürgerrecht zu einem bestimmten Zeitpunkt verliehen worden. Für Soldaten, die nach diesem Zeitpunkt in die Einheit aufgenommen wurden, galt dies aber nicht. Sie erhielten das römische Bürgerrecht erst mit ihrem ehrenvollen Abschied (Honesta missio) nach 25 Dienstjahren. Der Zusatz kommt in Militärdiplomen von 109 bis 162/203 n. Chr. vor.

Da es keine Hinweise auf den Namenszusatz milliaria (1000 Mann) gibt, war die Einheit eine Ala quingenaria. Die Sollstärke der Ala lag bei 480 Mann, bestehend aus 16 Turmae mit jeweils 30 Reitern.

## Geschichte
Die Ala war in den Provinzen Hispania und Mauretania Tingitana (in dieser Reihenfolge) stationiert. Sie ist auf Militärdiplomen für die Jahre 88 bis 162/203 n. Chr. aufgeführt.
Die Einheit war im 1. Jhd. zunächst in der Provinz Hispania stationiert und wurde wahrscheinlich unter Vespasian nach Mauretania Tingitana verlegt. Der erste Nachweis in Mauretania Tingitana beruht auf einem Diplom, das auf 88 datiert ist. In dem Diplom wird die Ala als Teil der Truppen (siehe Römische Streitkräfte in Mauretania) aufgeführt, die in der Provinz stationiert waren. Weitere Diplome, die auf 109 bis 162/203 datiert sind, belegen die Einheit in derselben Provinz.

## Standorte
Standorte der Ala waren möglicherweise:
- Augustobriga (in Hispania)
- Tocolosida (in Mauretania Tingitana)

## Angehörige der Ala
Folgende Angehörige der Ala sind bekannt:

### Kommandeure
| - Gaius Geminius Priscus, ein Präfekt (CIL 5, 6478) - Gaius Ostorius Tranquillianus: er wird auf vier Diplomen von 153 (RMD 5, 411, RMM 34, ZPE-153-199, ZPE-162-244) als Kommandeur genannt. | - C(aius) Terentius Bassus Mefanas Etruscus, ein Präfekt (CIL 2, 5792). - Gaius []: er wird auf dem Diplom von 159 als Kommandeur genannt. - Q(uintus) Iulius []: er wird auf dem Diplom von 109 als Kommandeur genannt. |

### Sonstige
| - [?], ein Soldat: ein Diplom von 153 (ZPE-153-199) wurde für ihn ausgestellt. - Att(ius) Esdo[peles], ein Reiter (AE 1992, 1940) - Caius, ein Reiter (AE 1987, 00618a) - C(aius) Petronius Maternus, ein Missicius (AE 1894, 11) - Cu[]e, ein Soldat: ein Diplom von 153 (RMD 5, 411) wurde für ihn ausgestellt. - Divennius, ein Soldat: ein Diplom von 153 (ZPE-162-244) wurde für ihn ausgestellt. - L(ucius) Antonius Pudens, ein Reiter und Duplicarius (CIL 2, 2912) | - L(ucius) Caecilius Silvanus, ein Reiter (AE 1916, 90) - Marcellus, ein Reiter (AE 1987, 00618a) - Pueriburi, ein Soldat: ein Diplom von 153 (RMM 34) wurde für ihn ausgestellt. - Sitalis, ein Soldat: das Diplom von 109 wurde für ihn ausgestellt. - Ti(berius) Claudius Id[], ein Decurio: das Diplom von 159 wurde für ihn ausgestellt. - Valens, ein Decurio (AE 1992, 1940) |